# San Miguel Cosahuatla
San Miguel Cosahuatla är en ort i Mexiko.   Den ligger i kommunen Huatlatlauca och delstaten Puebla, i den sydöstra delen av landet, 140 km sydost om huvudstaden Mexico City. San Miguel Cosahuatla ligger 1 526 meter över havet och antalet invånare är 398.
Terrängen runt San Miguel Cosahuatla är huvudsakligen kuperad, men åt nordost är den platt. Runt San Miguel Cosahuatla är det ganska glesbefolkat, med 25 invånare per kvadratkilometer. Närmaste större samhälle är San Sebastián Tenango, 9,6 km väster om San Miguel Cosahuatla. Omgivningarna runt San Miguel Cosahuatla är en mosaik av jordbruksmark och naturlig växtlighet.